# Йорк-Фэктори

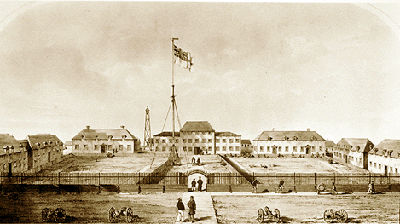
Йорк-Фэктори в 1853 году.

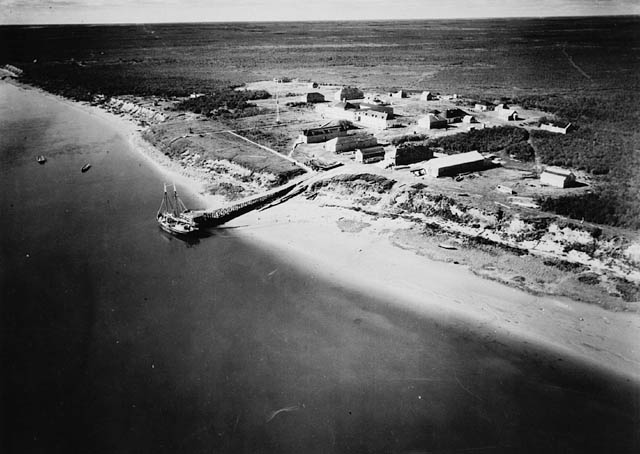
Йорк-Фэктори в 1925 году

Йорк-Фэктори (англ. York Factory — «Фактория „Йорк“») — бывшее поселение и торговый пост на западном берегу Гудзонова залива на реке Хейс, удалённое на 200 км от северного городка Черчилл в провинции Манитоба.

## История
Йорк-Фэктори был основан в 1684 году, во времена, когда контроль форпоста по побережью Гудзонова залива менялся неоднократно между Францией и Англией.
В 1697—1713 годах форпост находился под контролем Франции. В 1714 году факторию отвоевал англичанин Джеймс Найт из Компании Гудзонова залива. По договорам Утрехтского мира Йорк-Фэктори вернулся Компании Гудзонова залива.
В 1782 Французский адмирал Жан-Франсуа Лаперуз захватил форпост Компании Гудзонова залива; Йорк-Фэктори сгорел во время Американской революции. Джосеф Колен воссоздал эту крепость в 1785 году.
Между 1810 и 1873 годами Йорк-Фэктори служил штаб-квартирой Компании Гудзонова залива — Северный Отдел и административный центр Земли Руперта.
Ежегодная трансатлантическая пересылка закончилась в 1931 году.
Йорк-Фэктори просуществовал как торговый форпост, пока Компания Гудзонова залива не закрыла его в 1957 году.
С 1960 года Йорк-Фэктори сохраняется как канадский исторический и археологический памятник.